# Jeanie Welfordová
Jeanie A. Welfordová nebo Jeanie Agnes Morganová (nepřechýleně Jeanie A. Welford; 8. prosince 1854 – 22. srpna 1947) byla britská fotografka a první britská členka britského cyklistického klubu. Provozovala fotografický byznys s ateliéry v Londýně, Birminghamu a Rottingdeanu a za svou práci získala přes 100 medailí.

## Životopis
Welfordová se narodila v Oldbury . Její bratr Stanley byl členem Cylists' Touring Club (CTC) a oba byli prvními osvojiteli vznikající technologie. Byla první ze dvou žen, které se ucházely o členství v CTC. CTC bylo neobvyklé v tom, že umožňovalo ženám nejen jezdit na kole, ale mohly se stát rovnocennými členkami klubu. O členství požádala jako Jeanie Morganová, ale brzy se provdala za Richarda Waltera Deverella „WD“ Welforda. Její manžel byl zakládajícím členem a prvním placeným tajemníkem klubu a vystavil jí členskou kartu. Oba byli zapálení a talentovaní fotografové a žili v Newcastle upon Tyne, než se přestěhovali do bytu v Londýně. Když se Welfordová přidala do klubu, nemohla jezdit na kole, ale používala tříkolku, která byla velmi populární. Jednou v Londýně chodila na hodiny jízdy na kole a než vyrazila, musela svůj stroj vynést na úroveň ulice.
Její manžel zemřel v roce 1919 a Welfordová provozovala fotografickou firmu, která měla tři různá studia v Londýně, Birminghamu a Rottingdeanu.  Welfordová měla čtyři fotografie na výstavě Royal Photographic Society v roce 1897. Za své fotografie nashromáždila přes 100 medailí a ocenění.  Její práce byla citována ještě v roce 1984. Pokračovala ve svém zájmu o cyklistiku a v roce 1938 se zúčastnila výročního setkání CTC v Harrogate. Byla na snímku se zakladatelem CTC a to v prvním roce, co byla zvolena čestnou členkou, které se postupem času stalo členstvím doživotním.
Náhodou ji našel George Smith Saynert, který byl nejstarším aktivním členem CTC v důchodu v Brightonu ve 30. letech 20. století. V roce 1939 vydala společnost John Players sadu cigaretových karet s tematikou cyklistiky. Raná fotografie její a jejího manžela na společenské tříkolce byla znovu vyvolána v barvě a dostala se do širokého oběhu. Text na kartě uváděl, že paní Welfordová byla ve věku 84 let stále v pořádku.
Zůstala aktivní až do posledního roku svého života. Zemřela 22. srpna 1949. 

## Galerie

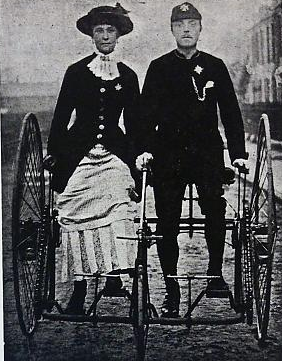
Pan a paní Welfordovi na tříkolce
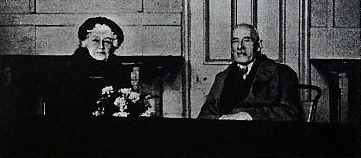
Paní Welfordová a pan S. Cotterell v Harrogate, 1938